# Leichtathletik-Europameisterschaften 2010/Hammerwurf der Frauen

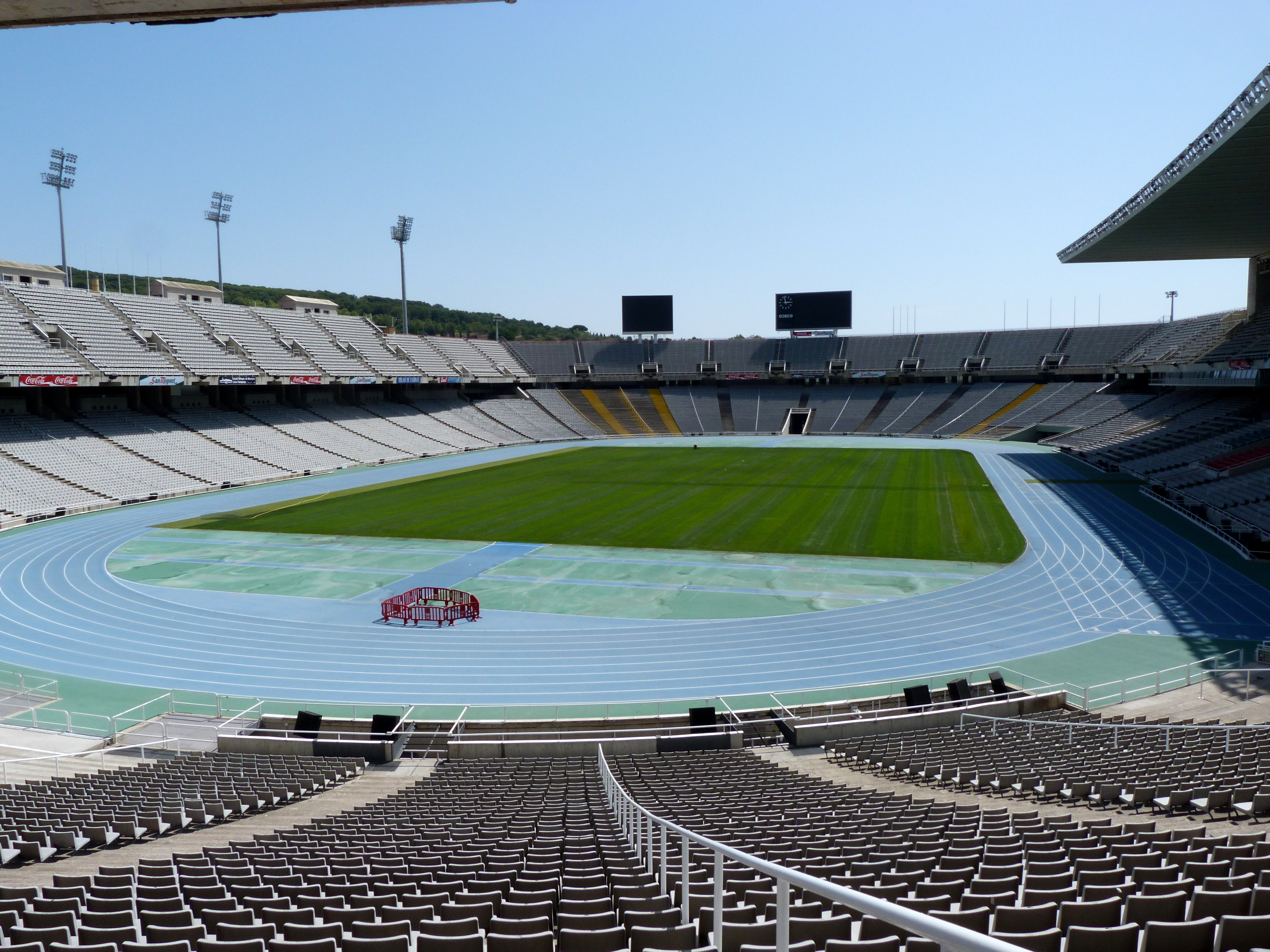
Das Olympiastadion Estadi Olímpic Lluís Companys
Barcelona im Jahr 2012

Der Hammerwurf der Frauen bei den Leichtathletik-Europameisterschaften 2010 wurde am 28. und 30. Juli 2010 im Olympiastadion Estadi Olímpic Lluís Companys der spanischen Stadt Barcelona ausgetragen.
Europameisterin wurde die deutsche Weltmeisterin von 2007 und Vizeweltmeisterin von 2009 Betty Heidler. Sie gewann vor der russischen Titelverteidigerin Tatjana Lyssenko. Bronze ging an die polnische Weltmeisterin von 2009 und Weltrekordinhaberin Anita Włodarczyk.

## Bestehende Rekorde
| Weltrekord           | 78,30 m | Anita Włodarczyk | Bydgoszcz, Polen      | 6. Juni 2010   |
| Europarekord         | 78,30 m | Anita Włodarczyk | Bydgoszcz, Polen      | 6. Juni 2010   |
| Meisterschaftsrekord | 76,67 m | Tatjana Lyssenko | EM Göteborg, Schweden | 7. August 2006 |

Der bestehende EM-Rekord wurde bei diesen Europameisterschaften nicht erreicht. Die größte Weite erzielte die deutsche Europameisterin Betty Heidler im Finale mit 76,38 m, womit sie 29 Zentimeter unter dem Rekord blieb. Zum Welt- und Europarekord fehlten ihr 1,92 m.

## Doping
In dieser Disziplin gab es einen Dopingfall:

Die Moldawierin Zalina Marghieva, die auf den fünften Platz gekommen war, wurde nachträglich für zwei Jahre gesperrt, nachdem im Jahr 2013 ein Nachtest ihrer Dopingprobe von den Weltmeisterschaften 2009 positiv ausgefallen war. Unter anderem ihr EM-Resultat wurde gestrichen.
Benachteiligt wurden dadurch zwei Athletinnen:
- Der Spanierin Berta Castells hätten als achtplatzierte Werferin im Finale drei weitere Versuche zugestanden.
- Die Norwegerin Mona Holm Solberg hätte über ihre Weite von 66,18 m am Finale teilnehmen können.

## Legende
Kurze Übersicht zur Bedeutung der Symbolik – so üblicherweise auch in sonstigen Veröffentlichungen verwendet:
| NM  | keine Weite (no mark)                 |
| ogV | ohne gültigen Versuch                 |
| DOP | wegen Dopingvergehens disqualifiziert |
| –   | verzichtet                            |
| x   | ungültig                              |

## Qualifikation
22 Wettbewerberinnen traten in zwei Gruppen zur Qualifikationsrunde an. Fünf von ihnen (hellblau unterlegt) – darunter die gedopte Zalina Marghieva – übertrafen die Qualifikationsweite für den direkten Finaleinzug von 69,00 m. Damit war die Mindestzahl von zwölf Finalteilnehmerinnen nicht erreicht. Das Finalfeld wurde mit den sieben nächstplatzierten Sportlerinnen (hellgrün unterlegt) auf zwölf Werferinnen aufgefüllt. So reichten für die Finalteilnahme schließlich 66,48 m.

### Gruppe A

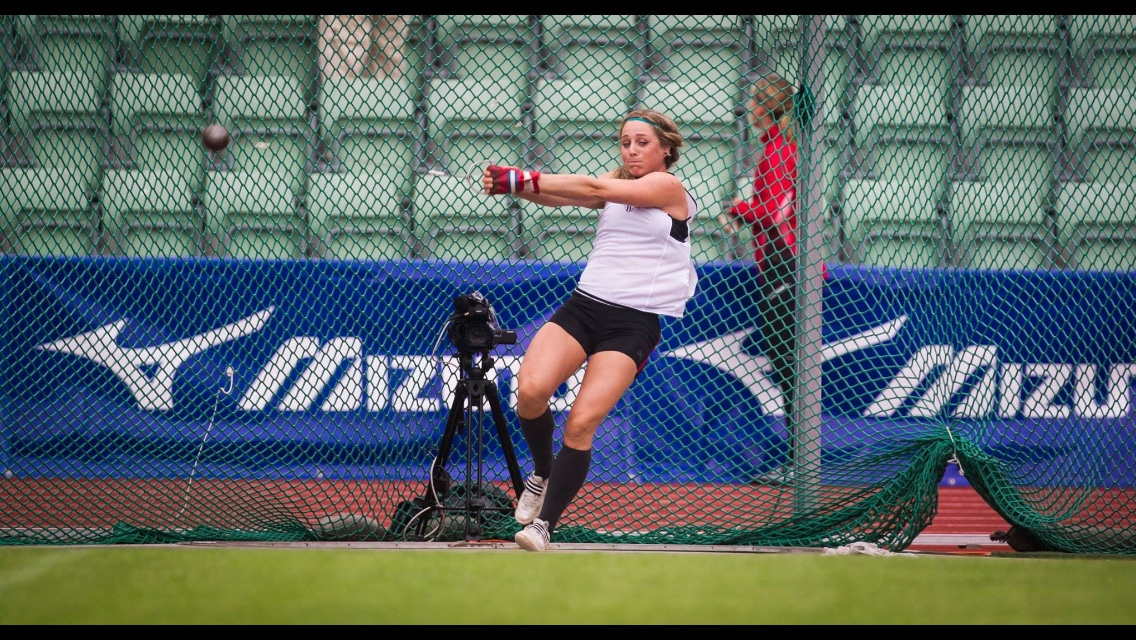
Nach 66,18 m schied Mona Holm Solberg in der Qualifikation (Gruppe A) aus – nach der später erfolgten Disqualifikation der gedopten Teilnehmerin wurde klar, dass Solberg im Finale hätte dabei sein können

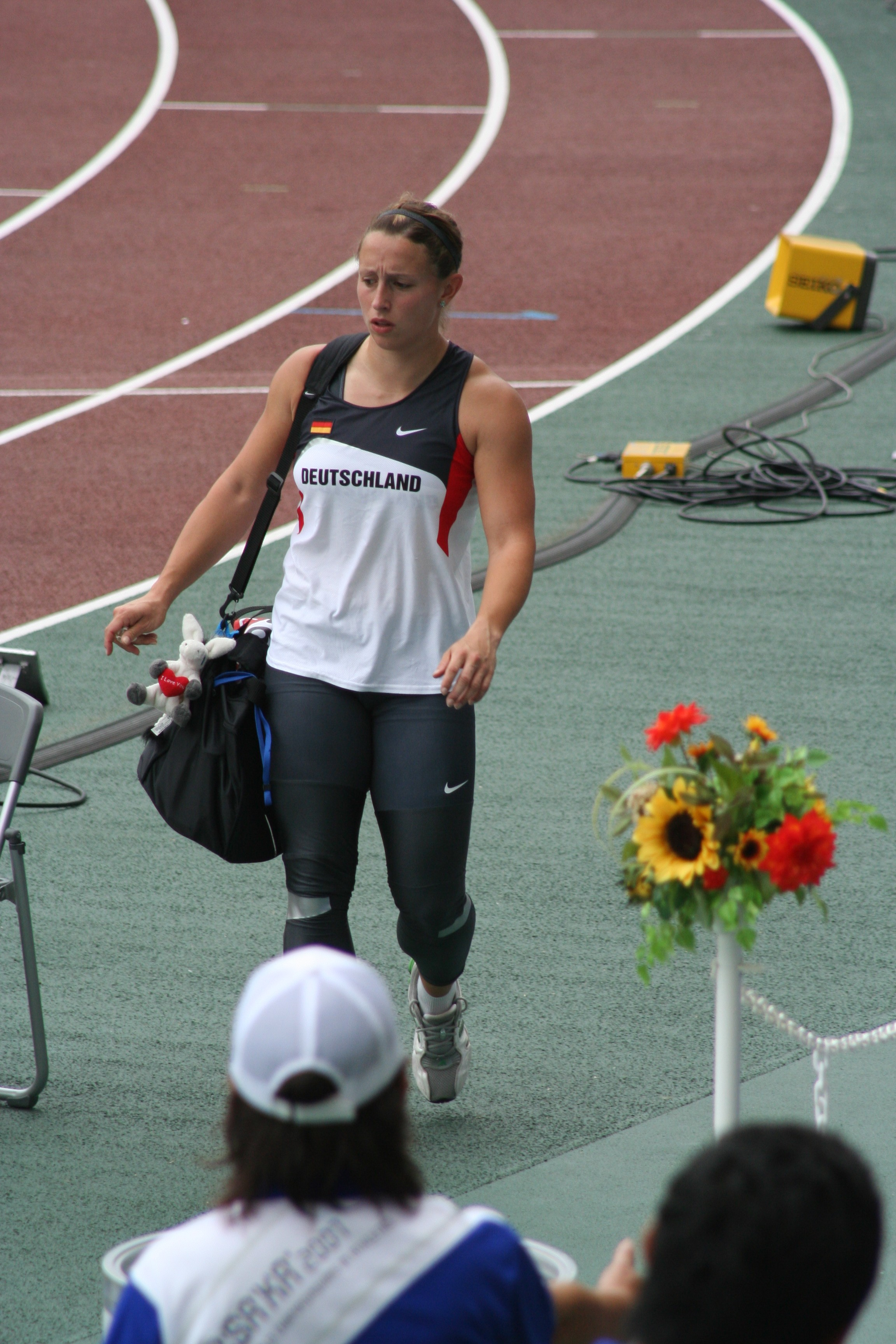
Kathrin Klaas erreichte mit 65,82 m – ebenfalls in Gruppe A – nicht das Finale

28. Juli 2010, 10:10 Uhr
| Platz | Name                   | Nation       | Resultat (m) | 1. Versuch (m) | 2. Versuch (m) | 3. Versuch (m) | Anmerkung                              |
| 1     | Anita Włodarczyk       | Polen        | 71,15        | 71,15          | –              | –              |                                        |
| 2     | Silvia Salis           | Italien      | 70,33        | 70,33          | –              | –              |                                        |
| 3     | Nataliya Zolotuhina    | Ukraine      | 69,31        | 63,76          | 65,70          | 69,31          |                                        |
| 4     | Marina Marghieva       | Moldau       | 67,84        | x              | 67,47          | 67,84          |                                        |
| 5     | Tracey Andersson       | Schweden     | 66,48        | x              | 62,07          | 66,48          |                                        |
| 6     | Mona Holm Solberg      | Norwegen     | 66,18        | 62,72          | 66,10          | 66,18          | eigentlich für das Finale qualifiziert |
| 7     | Alexándra Papayeoryíou | Griechenland | 65,88        | 65,12          | 65,70          | 65,88          |                                        |
| 8     | Kathrin Klaas          | Deutschland  | 65,82        | 65,82          | 65,49          | x              |                                        |
| 9     | Wolha Zander           | Belarus      | 62,69        | x              | 62,69          | x              |                                        |
| 10    | Lenka Ledvinová        | Tschechien   | 60,74        | x              | x              | 60,74          |                                        |
| NM    | Darja Ptschelnik       | Belarus      | ogV          | x              | x              | x              |                                        |

### Gruppe B
28. Juli 2010, 12:00 Uhr
| Platz | Name                | Nation      | Resultat (m) | 1. Versuch (m) | 2. Versuch (m) | 3. Versuch (m) | Anmerkung                 |
| 1     | Tatjana Lyssenko    | Russland    | 72,36        | x              | 72,36          | –              |                           |
| 2     | Betty Heidler       | Deutschland | 71,85        | 71,85          | –              | –              |                           |
| 3     | Bianca Perie        | Rumänien    | 68,67        | 68,61          | 68,67          | x              |                           |
| 4     | Éva Orbán           | Ungarn      | 68,59        | 64,55          | 68,59          | –              |                           |
| 5     | Merja Korpela       | Finnland    | 67,58        | 66,06          | 67,58          | 66,45          |                           |
| 6     | Berta Castells      | Spanien     | 66,61        | 66,61          | 65,95          | 65,26          |                           |
| 7     | Małgorzata Zadura   | Polen       | 65,45        | 62,26          | 65,45          | 64,78          |                           |
| 8     | Stéphanie Falzon    | Frankreich  | 64,34        | 64,30          | x              | 64,34          |                           |
| 9     | Kateřina Šafránková | Tschechien  | 62,63        | x              | 62,63          | x              |                           |
| 10    | Paraskevi Theodorou | Zypern      | 60,16        | 57,50          | 59,68          | 60,16          |                           |
| DOP   | Zalina Marghieva    | Moldau      | 69,22        | 69,22          | –              | –              | für das Finale zugelassen |

## Finale
30. Juli 2010, 20:20 Uhr
| Platz | Name                | Nation      | Resultat (m) | 1. Versuch (m) | 2. Versuch (m) | 3. Versuch (m) | 4. Versuch (m)                              | 5. Versuch (m)                              | 6. Versuch (m)                              |
| 1     | Betty Heidler       | Deutschland | 76,38        | 69,68          | 75,92          | x              | 72,58                                       | 76,38                                       | 72,27                                       |
| 2     | Tatjana Lyssenko    | Russland    | 75,65        | 74,63          | 71,53          | 73,16          | 75,65                                       | 74,89                                       | x                                           |
| 3     | Anita Włodarczyk    | Polen       | 73,56        | 73,05          | 73,34          | x              | 72,65                                       | 70,58                                       | 73,56                                       |
| 4     | Bianca Perie        | Rumänien    | 71,62        | 69,92          | 71,62          | 70,01          | 70,01                                       | x                                           | x                                           |
| 5     | Marina Marghieva    | Moldau      | 70,77        | x              | 67,02          | 70,77          | 64,82                                       | x                                           | 66,93                                       |
| 6     | Silvia Salis        | Italien     | 68,85        | 66,98          | 68,85          | x              | x                                           | 68,35                                       | 67,51                                       |
| 7     | Merja Korpela       | Finnland    | 68,21        | 68,21          | 67,15          | 66,20          | x                                           | x                                           | 63,96                                       |
| 8     | Berta Castells      | Spanien     | 68,20        | 68,20          | x              | 66,07          | eigentlich zu 3 weiteren Würfen berechtigt  | eigentlich zu 3 weiteren Würfen berechtigt  | eigentlich zu 3 weiteren Würfen berechtigt  |
| 9     | Nataliya Zolotuhina | Ukraine     | 67,53        | 67,53          | x              | 66,99          | nicht im Finale der besten acht Werferinnen | nicht im Finale der besten acht Werferinnen | nicht im Finale der besten acht Werferinnen |
| 10    | Tracey Andersson    | Schweden    | 65,13        | x              | 65,13          | x              | nicht im Finale der besten acht Werferinnen | nicht im Finale der besten acht Werferinnen | nicht im Finale der besten acht Werferinnen |
| 11    | Éva Orbán           | Ungarn      | 64,99        | x              | 64,99          | 30,58          | nicht im Finale der besten acht Werferinnen | nicht im Finale der besten acht Werferinnen | nicht im Finale der besten acht Werferinnen |
| DOP   | Zalina Marghieva    | Moldau      | 70,83        | 69,43          | 70,83          | 68,11          | x                                           | 69,04                                       | 68,59                                       |

Betty Heidler aus Deutschland, die als eine der Favoritinnen in den Wettbewerb ging, gewann mit 76,38 m, erzielt mit ihrem fünften Wurf. Nach ihrem WM-Titel 2007 war dies die zweite Goldmedaille in ihrer Laufbahn. Selbst ihr zweitbester Versuch von 75,92 m hätte zum Sieg gereicht. Die ehemalige Weltrekordlerin Tatjana Lysenko aus Russland, die zuvor zwei Jahre wegen Dopingmissbrauchs gesperrt war und als Titelverteidigerin an den Start ging, errang mit 75,65 m die Silbermedaille. Die amtierende Weltmeisterin Anita Włodarczyk aus Polen – mit 78,30 m im Juni 2010 auch Weltrekordlerin – wurde mit 73,34 m Dritte.

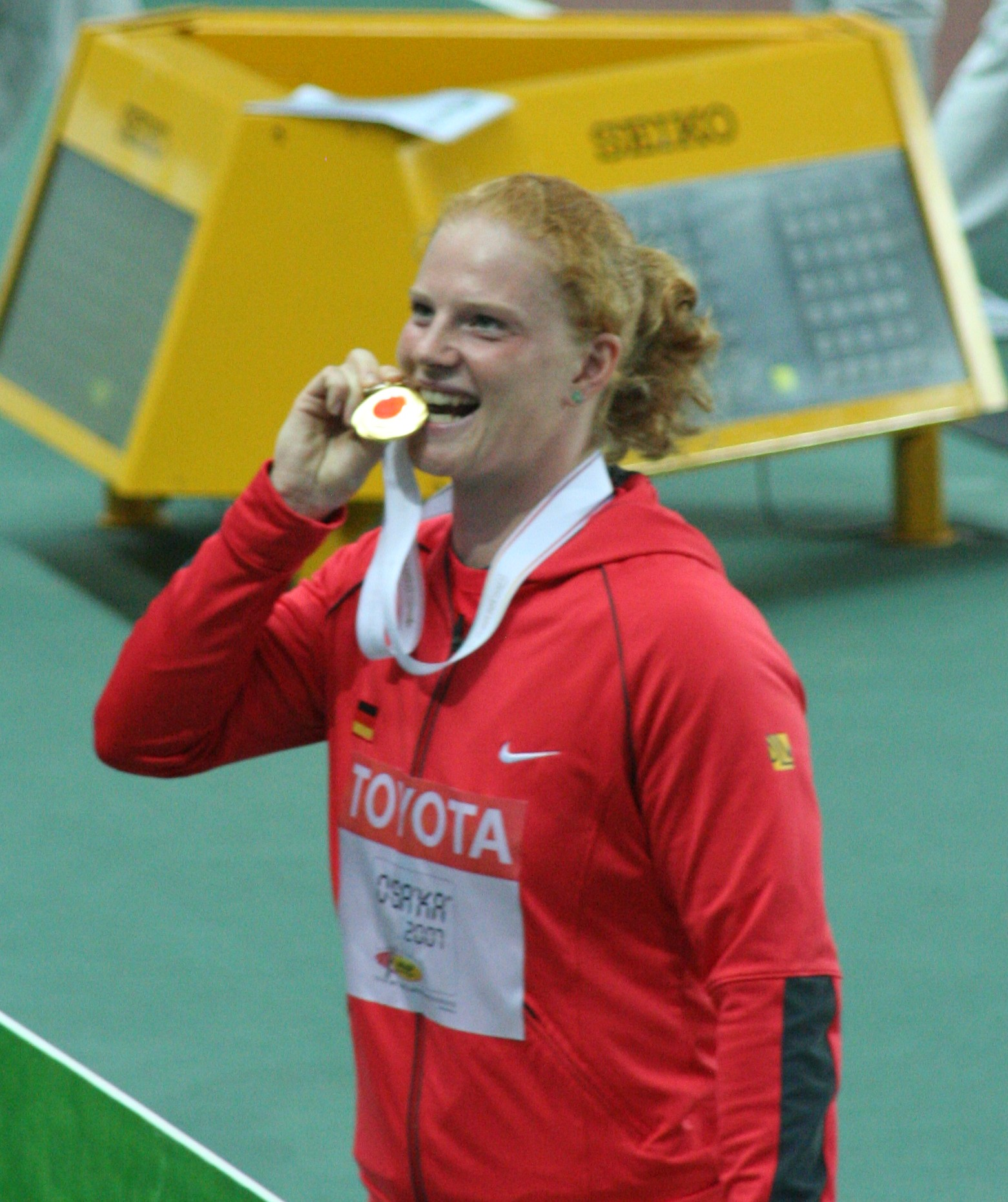
Die Weltmeisterin von 2007 und Vizeweltmeisterin von 2009 Betty Heidler wurde hier Europameisterin
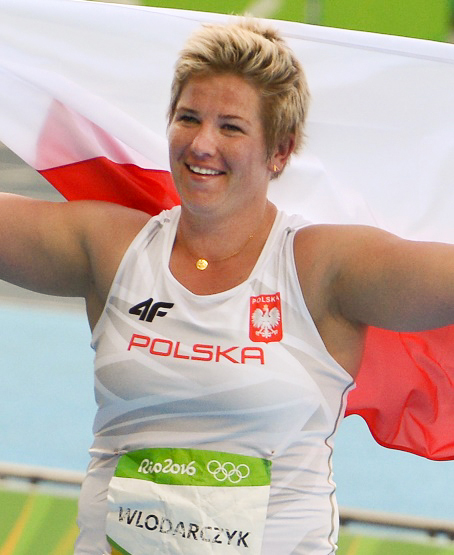
Für die amtierende Weltmeisterin und Weltrekordinhaberin Anita Włodarczyk gab es Bronze
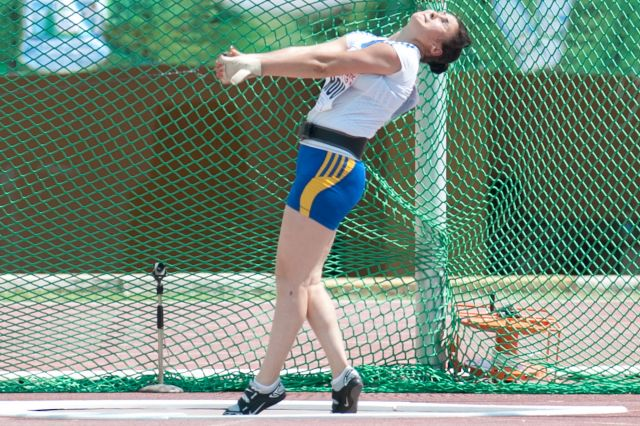
Bianca Perie belegte Rang vier
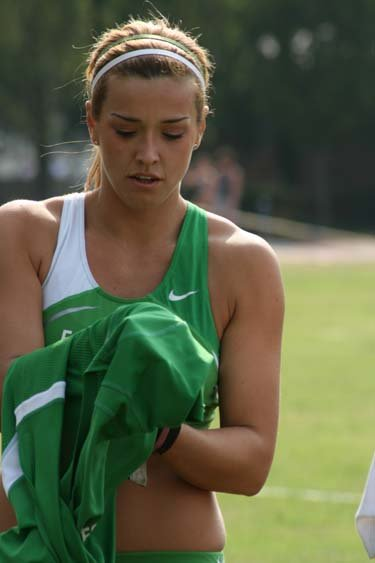
Die sechstplatzierte Silvia Salis

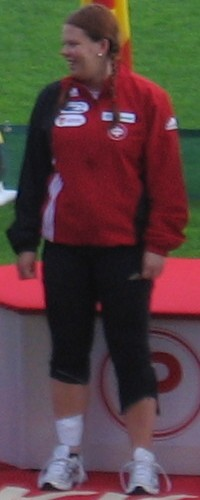
Merja Korpela kam auf den siebten Platz
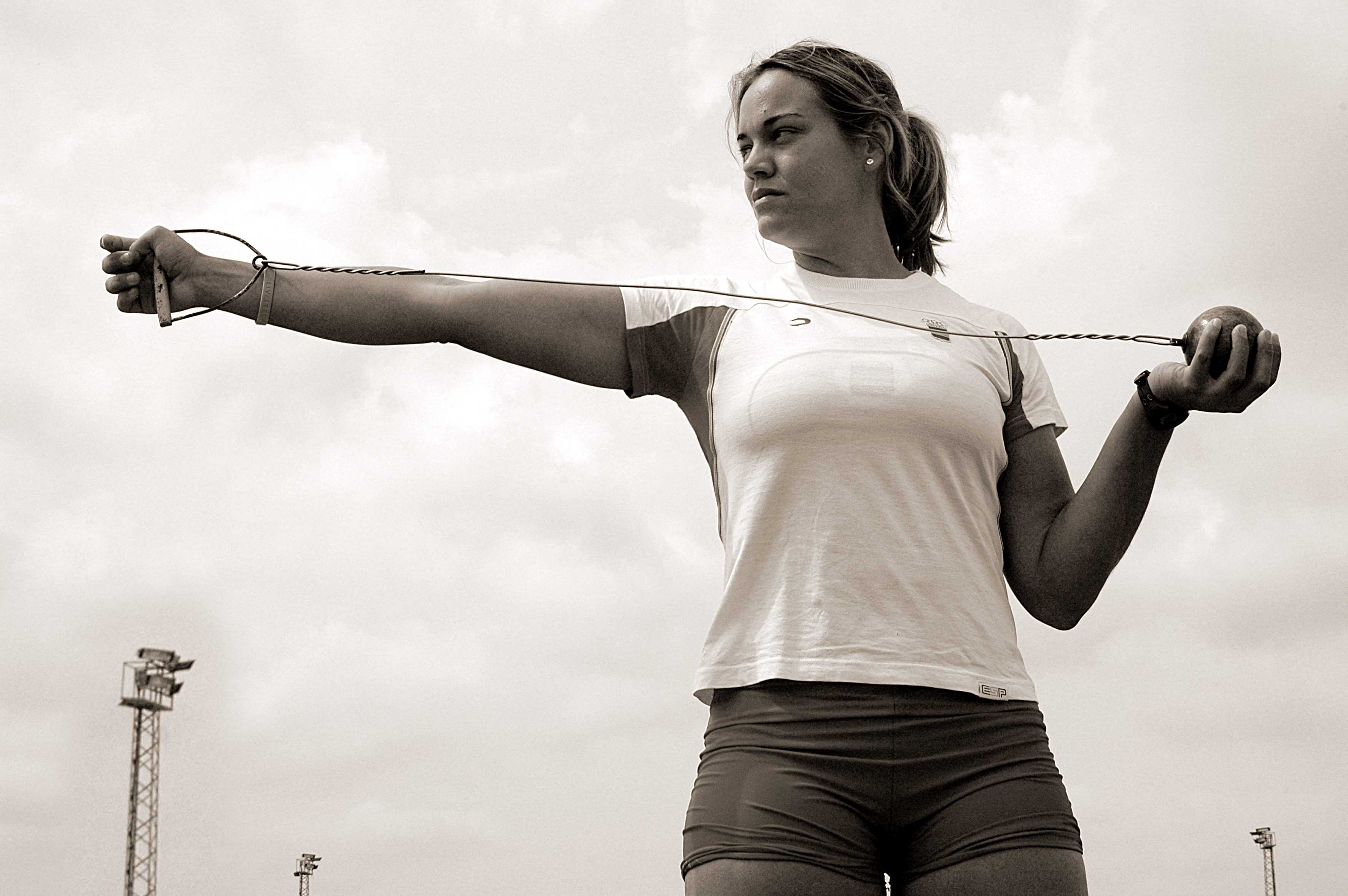
Berta Castells erreichte Platz acht – ihr hätten im Finale drei weitere Versuche zugestanden
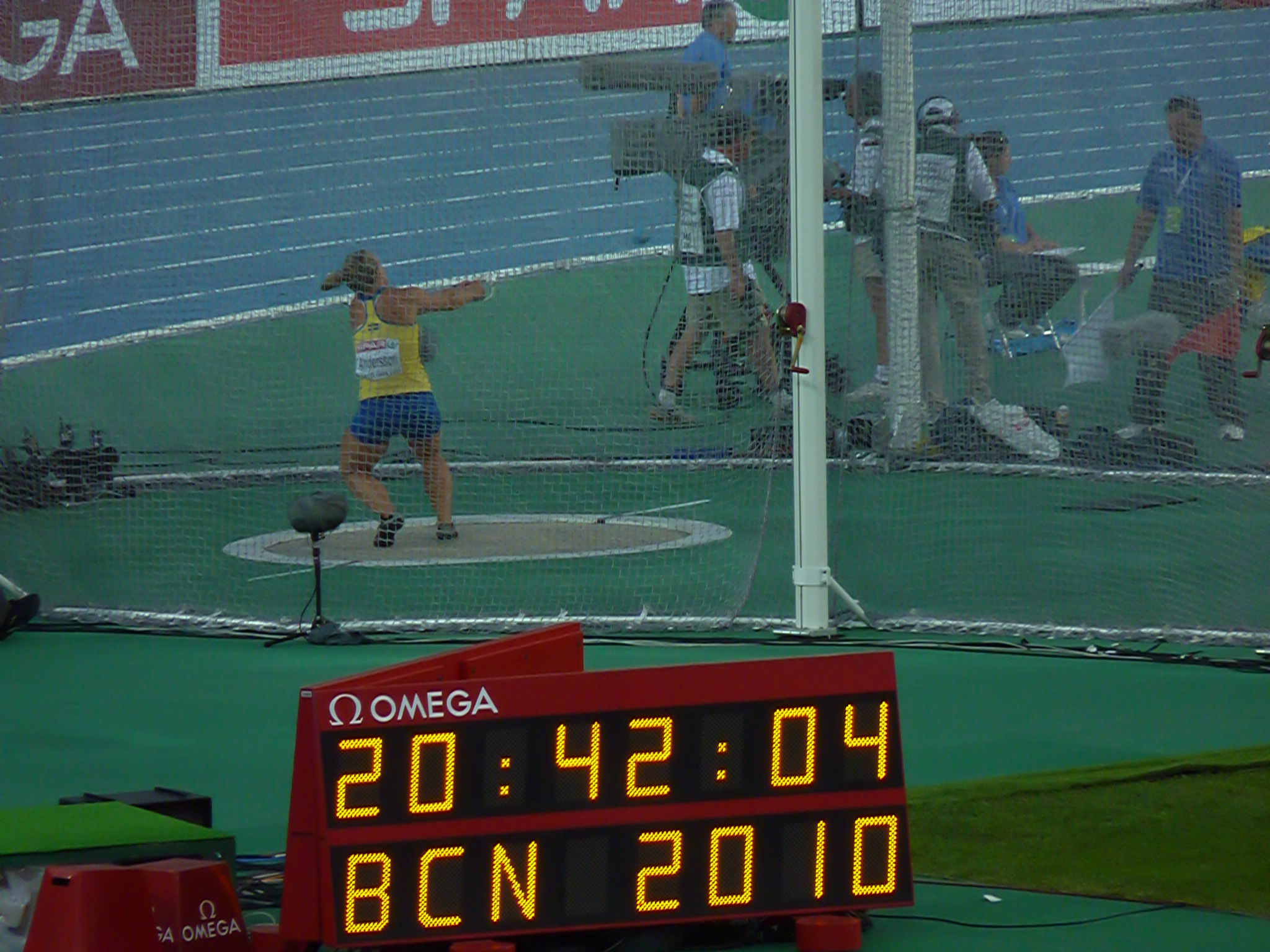
Tracey Andersson – Rang zehn
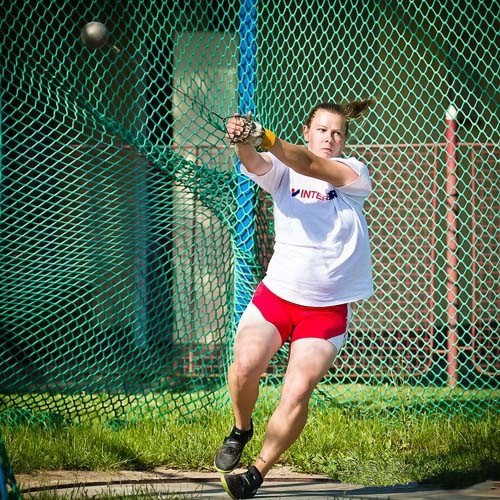
Éva Orbán wurde Elfte

## Vidolink
- Women's Hammer Throw Final | Barcelona 2010, youtube.com, abgerufen am 22. Februar 2023